# Phaenops cyanea
Phaenops cyanea es una especie de escarabajo joya del género Phaenops, orden Coleoptera. Fue descrita por Fabricius en 1775.
La especie se mantiene activa durante todo el año, siendo mayo, junio, julio y agosto los meses donde presenta mayor actividad.

## Distribución
Se distribuye por Suecia, Francia, Suiza, Países Bajos, Alemania, Noruega, España, Polonia, Austria, Rusia, Estonia, Finlandia, Chequia, Bélgica, Italia, Lituania, Dinamarca, Eslovaquia, Bielorrusia, Grecia, Turquía, Bosnia y Herzegovina, Croacia y Ucrania.